# Borderlands 4
Pour les articles homonymes, voir Borderland.
Borderlands 4 est un jeu vidéo de tir à la première personne développé par Gearbox Software et édité par 2K Games. Il fait suite à Tiny Tina's Wonderlands (2019) et constitue le huitième opus de la saga Borderlands. Sa sortie, initialement prévue pour le 23 septembre 2025, est finalement prévue pour le 12 septembre 2025 sur PC, Xbox Series, PlayStation 5, et Nintendo Switch 2.

## Trame
À la fin de Borderlands 3, Lilith, la sirène, se sacrifie pour téléporter la lune de Pandore ; Elpis. Celle-ci se retrouve quelques part dans les six galaxies, à côté d'une nouvelle planète : Kairos. Celle-ci est bombardée par une pluie de débris de Pandore. Les dommages qui s'ensuivent désactivent un voile qui gardait auparavant la planète caché du reste de l'univers.

## Personnages
Quatre personnages sont jouables et deux antagonistes ont été présentés : Callis, la reine des "Rippers", une horde de bandits et le Timekeeper, l'antagoniste principal avec son armée de robots synthétiques.

## Système de jeu
Borderlands 4 est un tir à la première personne et un looter shooter. Il sera jouable en solo et en mode coopératif avec jusqu'à quatre joueurs jouant en simultanés avec la possibilité de jouer en écran scindé jusqu'à deux joueurs sur le même écran. Le cross-play sera également possible.
Selon Graeme Timmins, réalisateur du projet, les mécaniques de mouvements de Borderlands 3 étaient un énorme bond en avant par rapport à Borderlands 2 et il est prévu de continuer cette tendance. Borderlands 4 implémente de nouvelles mécaniques de mouvements et de véhicules comme le grapin.

## Développement
Le développement de Borderlands 4 a débuté avant la parution de Borderlands 3 (2019). Il s'agit du premier jeu vidéo développé par Gearbox Software depuis que Take Two a racheté le studio en mars 2024, celui-ci conserve cependant son PDG et créateur Randy Pitchford,.